# Pentecostalismo clásico
El pentecostalismo clásico es una de las cuatro ramas del pentecostalismo moderno, que sucede al pentecostalismo histórico y precede al unicitario. Surgió el 1 de enero de 1901 en la ciudad estadounidense de Topeka, Kansas.
Las iglesias pentecostales clásicas difieren en sus doctrinas dependiendo de sus organizaciones, pero todas ellas comparten las creencias generales del pentecostalismo. El pentecostalismo clásico cree, a diferencia de algunos otros movimientos pentecostales, en la Santísima Trinidad, y se considera un movimiento más fundamentalista, dados al literalismo bíblico, creen en la existencia del infierno, en la vida eterna en el cielo y la muerte eterna en el lago de fuego. Además practican la mayordomía financiera, desaprueban aquellas doctrinas que consideran erróneas, consideran que los creyentes tienen autoridad por sobre aquello que consideran «demoníaco», y desaprueban la homosexualidad y el divorcio. Los pentecostales clásicos se abstienen del alcohol, el tabaco y otras drogas más fuertes, y también están en contra de la pena de muerte.[cita requerida]

## Historia

### La evangelización de Parham

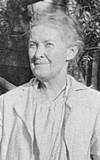
Agnes Ozman en 1906

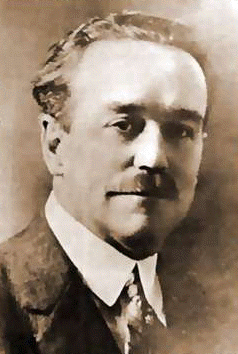
Charles Fox Parham antes de 1910

El año 1900, el reverendo y ministro metodista Charles Fox Parham creó el Instituto Bíblico Betel, de uso exclusivo para hombres blancos, en la ciudad estadounidense de Topeka, en el estado de Kansas. Se matricularon alrededor de cuarenta alumnos, de los cuales doce poseían credenciales otorgadas por la iglesia metodista e iglesias del Movimiento de Santidad. A principios de 1901 se comenzó a masificar en la prensa y alrededores la idea de que la joven Agnes Ozman, de 30 años de edad, había supuestamente experimentado durante la celebración del Año Nuevo el don de lenguas, comenzando a hablar y escribir en chino por obra y gracia del Espíritu Santo. Consecuentemente, Parham y sus estudiantes comenzaron a proclamar esta nueva experiencia pentecostal, así como a practicar predicaciones masivas y la doctrina del bautismo en el Espíritu Santo para la cristianización del creciente número de devotos. Este es el inicio del movimiento pentecostal clásico.
De acuerdo con un artículo del periódico The Cincinnati Enquirer, fechado el 27 de enero de 1904, en esta época se realizaban actividades evangelizadoras masivas conformadas por cientos de creyentes que supuestamente experimentaban sanaciones y glosolalia a través del canto y la oración. Como resultado de lo anterior, unas cien personas se habrían bautizado en el río Spring. De este modo Parham comenzó a predicar diversas doctrinas, algunas ya presentes en el pentecostalismo histórico. Parham predicó sobre la santidad de los creyentes, la parusía, la restauración de los dones espirituales, el bautismo en el Espíritu Santo y el don de lenguas como manifestación de haber recibido dicho bautismo.

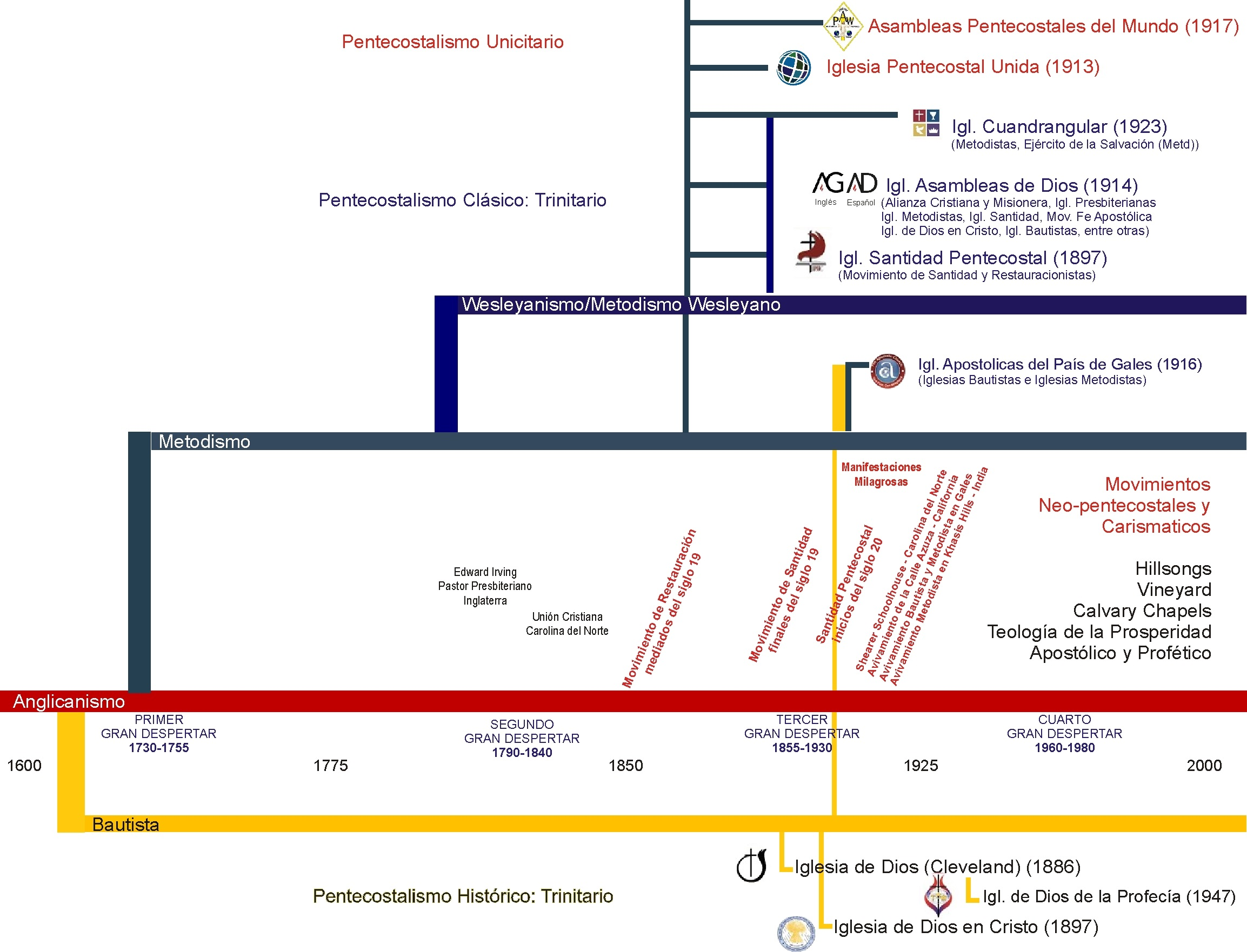
Desarrollo y evolución de las principales denominaciones pentecostales

Durante sus primeros cinco años de formación, el movimiento pentecostal se extendió por Kansas y proyectó hasta Misuri y Texas. Según Parham, quien para entonces ya había cerrado su Instituto Bíblico Betel y se estaba dedicando exclusivamente a la predicación, hacia 1905 en Texas había 25 000 pentecostales.
Charles Parham tuvo varios escándalos en su vida personal. Además se le criticó por creer que las lenguas del Espíritu Santo eran idiomas terrenales que se hablaban en otros lugares.

### La Misión del Evangelio de la Fe Apostólica de William Seymour

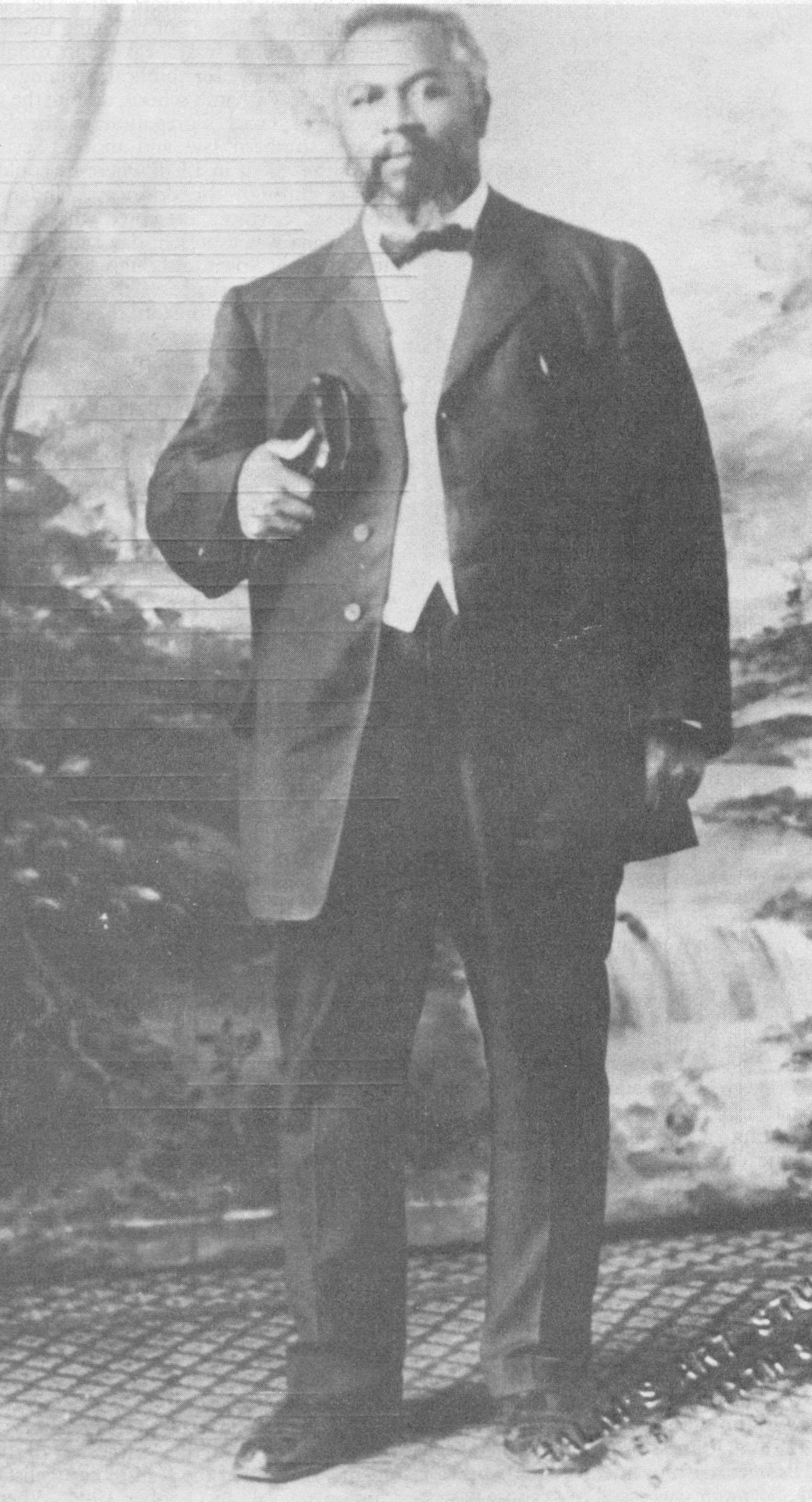
William J. Seymour en 1906.

En 1905, Parham abrió nuevamente su instituto de estudios bíblicos, pero en Houston, Texas. Esta vez admitió hombres negros, y uno de sus alumnos fue William J. Seymour, un afroamericano tuerto cuyos padres habían nacido en la esclavitud; debido al fuerte racismo estadounidense en aquella época, la opinión de Seymour difícilmente podría ser tomado en cuenta.

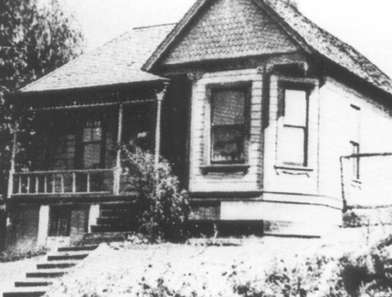
La casa de la calle Bonnie Brae en 1907, donde Seymour se instaló inicialmente en Los Ángeles.

Un año después, Seymour fue invitado a predicar a una Iglesia del Nazareno de afroamericanos en Los Ángeles, California, donde predicó acerca del bautismo en el Espíritu Santo, pese a no haberlo él mismo experimentado. Algunos miembros de la iglesia lo criticaron, mientras que otros quisieron seguir escuchándolo. Seymour entonces continuó en Los Ángeles, instalándose en una casa ubicada en la calle Bonnie Brae, prestada por una familia bautista. Los congregados fueron bautizados el 9 de abril de ese año, y el 12 de abril lo fue el mismo Seymour. Luego comenzaron a acudir a la casa otras personas, incluso de raza blanca.

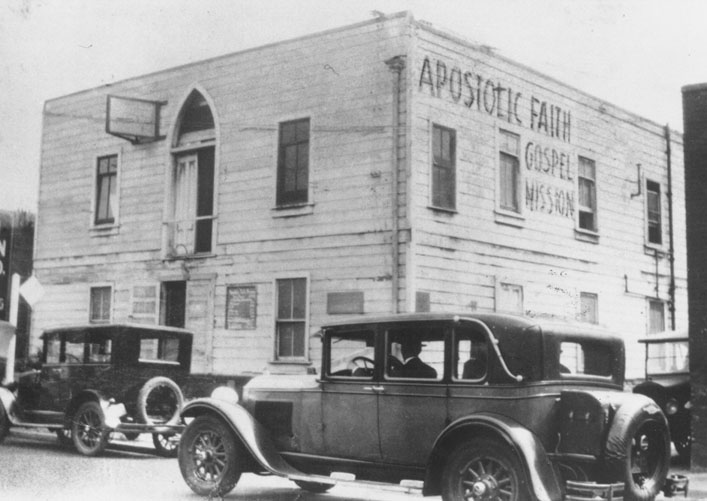
La «Misión del Evangelio de la Fe Apostólica» en 1907.

Más tarde se trasladó a la calle Azusa n.º 312, en un pequeño establo que antes ya se había utilizado como cochera y para reuniones de una iglesia metodista episcopal africana. Seymour decidió llamar a ese establo «Misión del Evangelio de la Fe Apostólica» y lo acondicionó como iglesia, a la cual comenzaron a acudir creyentes de todas las razas.
Tiempo después, Charles Parham visitó la iglesia de William Seymour, y criticó su liturgia de fanática, emocionalista e incluso demoníaca. La prensa de la época realizó varios reportajes de dichas liturgias, y algunos de los medios censuraron y ridiculizaron dichos acontecimientos.
Durante tres años, la nueva iglesia de la calle Azusa recibió a estadounidenses, canadienses y europeos, y de este modo el pentecostalismo clásico se comenzó a extender a otros lugares. Entre sus visitantes más influyentes se consideran los siguientes:
- Gastón Barnabus Cashwell: oriundo de Carolina del Norte, llevó el pentecostalismo a iglesias protestantes del sur de Estados Unidos, de las cuales surgieron la Iglesia de la Santidad Pentecostal, la Iglesia de Dios, la Iglesia de la Santidad Bautizada por Fuego, la Santa Iglesia Unida de América y la Iglesia Bautista Pentecostal; bajo su ministerio, además, se formaron M.M. Pinson y H.G. Rodgers, futuros líderes de las aún no fundadas Asambleas de Dios.[2]
- Charles Harrison Mason: llegó en 1906 y se llevó la doctrina del bautismo en el Espíritu Santo a su Iglesia de Dios en Cristo, en Memphis, Tennessee.[2]
- R.E. McAlister y A.H. Argue: llevaron el pentecostalismo a Canadá.[2]
- T.B. Barratt: abrió la primera iglesia en Oslo, Noruega, en 1906, desde donde extendió el pentecostalismo a Suecia, Dinamarca, Inglaterra, Alemania y Francia.[2]
- W.C. Hoover: llevó el pentecostalismo a Chile, con credenciales de la Iglesia Metodista de Estados Unidos.[2]
- Daniel Berg y Gunnar Vingren: llevaron el pentecostalismo a Brasil.[2]
- Iván Voronaeff: llevó el pentecostalismo a Rusia y a países eslavos.[2]

Luego de tres años y medio, el ímpetu inicial de la iglesia de la calle Azusa comenzó a decaer. Varios creyentes de la iglesia comenzaron a predicar en otros suburbios de Los Ángeles, creando iglesias pentecostales independientes, las que Seymour y los demás líderes no quisieron asociar con su propia iglesia. Dichos grupos comenzaron a crear nuevas doctrinas, a diferir en la ética cristiana, en la forma de organización y administración del dinero. Pese a estas divisiones, Seymour continuó ejerciendo como pastor hasta su muerte, en 1929.

## Organizaciones religiosas
- Iglesia de Dios (Cleveland, TN)
- Asambleas de Dios
- Asambleas de Iglesias Cristianas
- Iglesia de Dios de la Profecía
- Concilio Internacional de Iglesias Pentecostales de Jesucristo (Nueva York)
- Congregación Cristiana en el Brasil
- Federación de Iglesias de Santidad Pentecostal de Venezuela
- Iglesia Cristiana Integral
- Iglesia Cristiana Interdenominacional A.R. (México)
- Iglesia Cuerpo de Cristo (España)
- Iglesia de Dios Pentecostal (Chile, Perú, Argentina, Bolivia, Estados Unidos, Honduras)
- Iglesia de Dios Pentecostal, Movimiento Internacional (Puerto Rico)
- Iglesia de Cristo Misionera (Puerto Rico)
- Iglesia evangélica pentecostal (Chile)
- Iglesia Fuente de Agua Viva 1 México, BC, Tijuana
- Iglesia Fuente de Salvación Misionera (Puerto Rico)
- Iglesia internacional del Evangelio Cuadrangular
- Iglesia Metodista Pentecostal Argentina
- Iglesia Misión Internacional Encuentro con Dios (Colombia)
- Iglesia metodista pentecostal de Chile
  - Iglesia Metodista Pentecostal de Chile (IMPCH)
  - Corporación Iglesia Metodista Pentecostal de Chile
  - Primera Iglesia Metodista Pentecostal de Chile
- Iglesia pentecostal de Chile
- Iglesia Pentecostal de Jesucristo, Misión Internacional (Puerto Rico)
- Iglesia Unida Metodista Pentecostal
- Iglesia Visión de Dios (México)
- Iglesia Wesleyana Central
- Jesús De Nazaret Único Salvador, Ministerio Internacional Iglesia Pentecostal (Puerto Rico, Estados Unidos)
- Movimiento Iglesia Evangélica Pentecostés Independiente (México)
- Movimiento Misionero Mundial (Puerto Rico)
- Obra Evangélica Luz del Mundo (Venezuela)
- Unión de Iglesias Evangélicas Independientes (México)
- Federación Internacional de Iglesias Evangélicas Pentecostales "Retorno de Cristo" (Venezuela)

- Iglesia evangélica Unión cristiana
- Ministerio evangelistico y misionero Cristo viene ya (chile)
- Iglesia Metodista pentecostal